# د. س. ريد
د. س. ريد هو شاعر كندي، ولد في 5 أغسطس 1952.